# Equipe australasiana na Copa Davis
A equipe australasiana na Copa Davis representou a Austrália e a Nova Zelândia no International Lawn Tennis Challenge (futura Copa Davis), principal competição de tênis masculina por equipes do mundo. Foi administrada pela Lawn Tennis Association of Australasia.
Competiu entre 1905 a 1922. No ano seguinte, novas equipes foram criadas:
- Equipe australiana na Copa Davis (a partir de 1923; os recordes históricos da Australásia foram herdados pela Austrália);
- Equipe neozelandesa na Copa Davis (a partir de 1924).

Nos dezessete anos de existência, a equipe conquistou seis títulos.